# Новине Београдског читалишта
Новине Београдског читалишта је часопис који Настављају традицију Новина Читалишта београдског, првог и најстраријег листа у Србији. Новине су обновљене 1991. године, а од 2005. излази нова серија чији је први број изашао у септембру 2005. Изашао је укупно 51 број ове нове серије, последњи јануара 2013. Сви бројеви нове серије доступни су он-лајн на сајту Библиотеке града Београда.

## Историја

### Новине читалишта београдског
Прво српско Читалиште је основано 14. јануара 1842. у Иригу. Четири године касније, 2. јануара 1846. (пет година пошто је Београд постао престоница Кнежевине Србије) основано је и Београдско читалиште. Већ наредне године, у петак 3. јануара 1847. појавио се и први број Новина Читалишта београдског. 
Новине су излазиле сваког петка и доносиле вести из Србије и света. Деловање Новина је било од велике користи српском народу 1848. за време Мађарске буне. Читалиште је преко својих Новина подржавало српске интересе и давало уточиште српским избеглицама.

### Новине Београдског читалишта- обновљено издање
Године 1980. Библиотека града Београда обновила је Београдско читалиште, а 1991. и Новине Београдског читалишта, као настављача традиције Новина читалишта Београдског. Први број изашао је за Београдски сајам књига 1991, а об-
нављање листа благословио је његова светост патријарх српски Павле на промоцији.
До 2011. године изашло је 96 бројева (47 у првој серији) и лист је стекао велики углед у културној јавности. У листу
је сарађивало преко 1000 сталних сарадника, међу њима и најугледнија имена наше културе.
Објављена је библиографија Новина, репринт издање Новине читалишта београдског 1846-1847 и DVD Новине Београдског читалишта 1991-2011, поводом 20 година излажења листа.

#### Новине Београдског читалишта- нова серија
Од 2005. до 2013. године излазила је нова серија Новина Београдског читалишта. У овом периоду објављен је укупно 51 број. Нова серија се по много чему разликовала од претходне. У основи уређивачке политике и даље је била књига и све што је везано за књигу, али у светлу новог времена, нових технологија и идеја. Новине су биле посвећене стварању, издавању, читању и тржишту књига.
Лист је излазио 4 до 6 пута годишње (неки као двоброј или чак четвороброј) у два облика - као стандардно штампано издање и као веб издање.

## Уређивачка политика
Новине Београдског читалишта биле су лист посвећен јавним библиотекама, стварању, издавању, читању и тржишту књига. Такође су биле и најзначајнији водич за рад јавних библиотека у области читања, анотирања и набавке књига, за сарадњу са издавачима, институцијама културе и маркнтишко представљање рада јавних библиотека и српске књиге у свету. покривале су сва она подручја којима се лист оваквог типа бави, а то је, пре свега, библиотека, књига, издавачи, писци, књижари, читаоци, књига у медијима, књига и институције културе, књижевно и културно наслеђе, књига у новим технологијама и друго.

## Рубрике
У сваком броју лист је стандардно имао три блока: 
- први је покривао основне теме којима се бавио,
- други је био „Излог нових књига” (анотирана библиографија преко 100 нових наслова у сваком броју),
- трећи блок је био намењен оглашавању издавача и свих оних који су имали додирних тачака са библиотеком, књигом и читањем.

Поред ових стандардних блокова лист је у сваком броју имао прилоге који су покривали следеће теме: 
- Библиотеке - фондови, рад са читаоцима, културни програми, набавка, библиотеке и нове технологије, пројекти, библиотеке и издавачи, писци, читаоци.
- Тржиште књига - анализе циљних група у продаји књига, књиге за децу, уџбеничка литература, учешће и улога библиотека на тржишту књига, односи између опште културе, читања и стандарда у формирању тржишта књига, улога издавача, најскупље и најјефтиније књиге и како до њих доћи у тржишним условима, и друго.
- Издавачи, писци и читаоци - комуникација, односи и проблеми међу овим категоријама.
- Књига и маркетинг - маркетинг у производњи, представљању и продаји књига, маркетинг у функцији популаризације књиге и читања, остали видови маркетиншког приступа књизи.

Лист је континуирано пратио рад Секретаријата за културу града Београда када је у питању књига и њено окружење (библиотеке, капитална издања, откуп, вести о књижевним догађајима које Секретаријат у оквиру својих делатности реализује, планови, програми и друго).

### Тематски блокови и бројеви
Повремено су се појављивали тематски блокови, који су детаљно обрађивали поједине теме везане за све оне области које су од значаја за библиотеке, књигу, образовање и културу уопште и тематски бројеви о актуелним годишњицама наше културе и књижевности и културном наслеђу српског народа. Лист је објавио 10 тематских бројева:
- 100 година од рођења Десанке Максимовић,
- Осам векова Хиландара,
- Никола Тесла,
- Милутин Бојић,
- Милош Црњански,
- Сто година СКЗ,
- Иво Андрић,
- Јован Дучић,
- Српска књижевнос на Косову и Метохији,
- Хиландарска библиотека.[2]

## Електронска издања
Народна библиотека Србије дигитализовала је већину бројева Новина Читалишта београдског (1847-1849). Они се могу читати на сајту Дигитална Народна библиотека Србије и у слободном су приступу.
На сајту Библиотеке града Београда могу се читати сви бројеви нове серије Новина Београдског читалишта, од броја 1 до 51 (2005-2013).
Године 2010. Библиотека града Београда објавила је ДВД издање 44 броја нове серије Новина Београдског читалишта, изашлих у периоду од 2005 до 2010. године.
Данас је штампана верзија једне од најпопуларнијих рубрика - „Излог нових књига” замењена веб издањем „Препоруке Новина Београдског читалишта” на сајту Шта да читам, који уређују библиотекари из целе Србије.